# جراهام جيرفان
جراهام جيرفان (بالإنجليزية: Graham Girvan)‏ (24 يونيو 1990 بغلاسكو في المملكة المتحدة - ) هو لاعب كرة قدم بريطاني في مركز الدفاع. لعب مع نادي روس كاونتي ونادي كلايد ونادي اربوراث وPetershill F.C. ‏.

## وصلات خارجية
- جراهام جيرفان على موقع قاعدة بيانات كرة القدم.إي يو (الإنجليزية)
- جراهام جيرفان على موقع Soccerbase.com (لاعب) (الإنجليزية)